# 達綸
達綸（？年—？年），字若泉，漢姓胡，京口駐防旗人，繙譯鄉試中式舉人，咸豐三年癸丑科繙譯會試中式進士，分部行走歷官工部虞衡司主事。